# Harald Leipnitz
Harald Leipnitz (Wuppertal, 22 de abril de 1926 — Munique, 21 de novembro de 2000) foi um ator alemão.

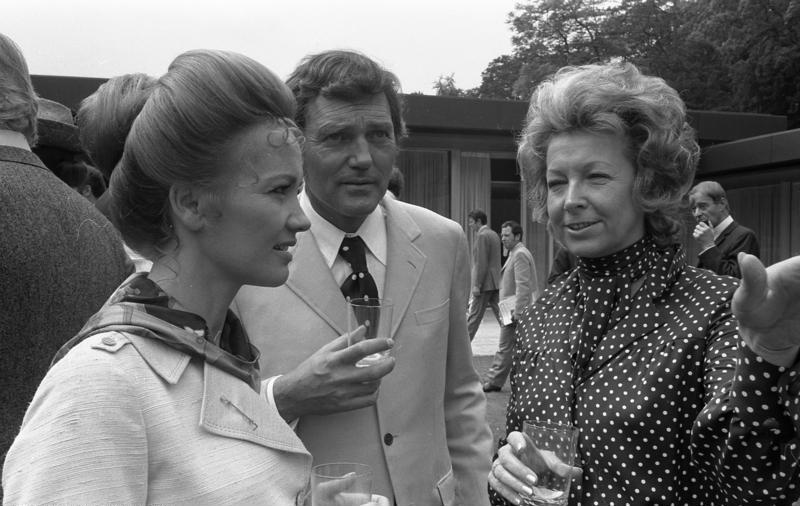
Harald Leipnitz (meio) com Liselotte Pulver e Rut Brandt, 1971

## Filmografia
- 1960  	Die große Attraktion    (The Big Show)
- 1963  	Die endlose Nacht
- 1963  	...und der Amazonas schweigt    (br.: Manaus)
- 1964  	Die Gruft mit dem Rätselschloß
- 1964  	Jagd auf blaue Diamanten    (Diamond Walkers)
- 1965  	Die Schlüssel (Durbridge-Dreiteiler)
- 1965  	Die Banditen vom Rio Grande
- 1965  	Der Ölprinz
- 1965  	Mädchen hinter Gittern
- 1965  	Der unheimliche Mönch
- 1965  	Ich suche einen Mann
- 1965  	Agent 505 – Todesfalle Beirut
- 1965  	Playgirl
- 1966  	Sperrbezirk
- 1966  	Die 13 Sklavinnen des Dr. Fu Man Chu    (The Brides of Fu Man Chu)
- 1966  	Fünf vor zwölf in Caracas
- 1966  	Liselotte von der Pfalz
- 1966  	Winnetou und sein Freund Old Firehand    (br.: Trovões na fronteira)
- 1966  	Die Nacht gehört uns    (Le 13ème caprice)    (br.: Seu corpo por um capricho)
- 1967  	Die Zeit der Kirschen ist vorbei    (Le grand dadais)
- 1967  	Die blaue Hand
- 1967  	Herrliche Zeiten im Spessart
- 1967: 	Die Wirtin von der Lahn
- 1968  	Zuckerbrot und Peitsche
- 1968  	Frau Wirtin hat auch einen Grafen
- 1968  	Bengelchen liebt kreuz und quer
- 1968  	Marquis de Sade: Justine (Justine)
- 1968  	Frau Wirtin hat auch eine Nichte
- 1969  	Der Kerl liebt mich – und das soll ich glauben?
- 1969  	Frau Wirtin bläst auch gern Trompete
- 1969  	Nach Stockholm der Liebe wegen
- 1970  	Ich schlafe mit meinem Mörder
- 1971 	Der Kommissar – Der Moormörder
- 1971  	Großstadtprärie
- 1972  	Nur eine Frage der Zeit
- 1973  	Alle Menschen werden Brüder
- 1973  	Gott schützt die Liebenden
- 1973  	Die blutigen Geier von Alaska
- 1973  	Libero
- 1973  	Der Kommissar – Der Tod von Karin W.
- 1975  	Das chinesische Wunder
- 1976  	Anita Drögemöller und die Ruhe an der Ruhr
- 1976  	Vier gegen die Bank
- 1977  	Tod oder Freiheit
- 1977  	Kneuss
- 1983  	Monaco Franze – Der ewige Stenz
- 1983  	Unsere schönsten Jahre
- 1986  	Kir Royal – Wer reinkommt, ist drin (1.)
- 1987  	Zärtliche Chaoten
- 1988  	Zärtliche Chaoten II
- 1992  	Der blaue Diamant
- 1992 	Immer Ärger mit Nicole
- 1994 	Unsere Schule ist die beste
- 1998 	Südsee, eigene Insel
- 1999 	Prosit Neujahr (auch Regie)
- 2001 	Vortex